# ゾーイ・エーキンズ
ゾーイ・エーキンズ（Zoë Akins、1886年10月30日 - 1958年10月29日）は、アメリカ合衆国の劇作家、脚本家。ピューリッツァー賞 戯曲部門を受賞している。